# Joarlem Batista Santos
Joarlem Batista Santos (sinh ngày 1 tháng 5 năm 1995) là một cầu thủ bóng đá người Brasil.

## Sự nghiệp câu lạc bộ
Joarlem Batista Santos đã từng chơi cho Mito HollyHock.